# Orange County (sæson 3)
Tredje sæson af den amerikanske tv-serie Orange County blev vist fra 8. september 2005 og indtil 18. maj 2006.